# David Xavier de Azambuja
David Xavier de Azambuja (1910 - 1981) foi um arquiteto brasileiro, considerado um importante representante da arquitetura moderna no país.

## Infância e juventude
Embora tenha nascido em Curitiba, em 27 de novembro de 1910, a maior parte de sua formação educacional ocorreu na cidade do Rio de Janeiro), onde graduou-se em Arquitetura aos 22 anos pela então Escola Nacional de Belas Artes, atual Escola de Belas Artes da Universidade Federal do Rio de Janeiro.  Em 1937, viajou aos Estados Unidos para fazer aperfeiçoamento em paisagismo na The American Landscape School, em Des Moines, Iowa.  Casou-se com Antonieta Souza de Azambuja.

## Carreira
Entre 1938 e 1948, foi arquiteto da Comissão do Plano da Cidade do Rio de Janeiro, encarregada de fazer a readequação do Plano Agache (1930) às novas demandas da cidade. Em 1940, foi agraciado com diploma e medalha de ouro na V Exposição Pan-Americana de Arquitetura e Urbanismo, que teve sede no Uruguai. De 1940 a 1955, pelo Departamento de Urbanismo, foi membro da Comissão de Planejamento da cidade do Rio de Janeiro. Em 1949, aprovado em primeiro lugar em concurso público, assumiu a cátedra de Composição Decorativa na Faculdade Nacional de Arquitetura da Universidade do Brasil e recebeu o Diploma de Doutor em Arquitetura.

Quando Bento Munhoz da Rocha Neto assumiu o governo do Paraná, em 1951, pôs em prática o seu plano de edificar o Centro Cívico para marcar o centenário da emancipação política do Estado, que se daria em 19 de dezembro de 1953.  A ideia de um "Centro Cívico", compreendido como um centro administrativo para abrigar edifícios do poder público, já estava prevista no Plano Agache elaborado para a Capital do Paraná na década de 1940, porém o Centro Cívico de Curitiba será o primeiro centro cívico brasileiro, projetado em arquitetura moderna, a ser construído.

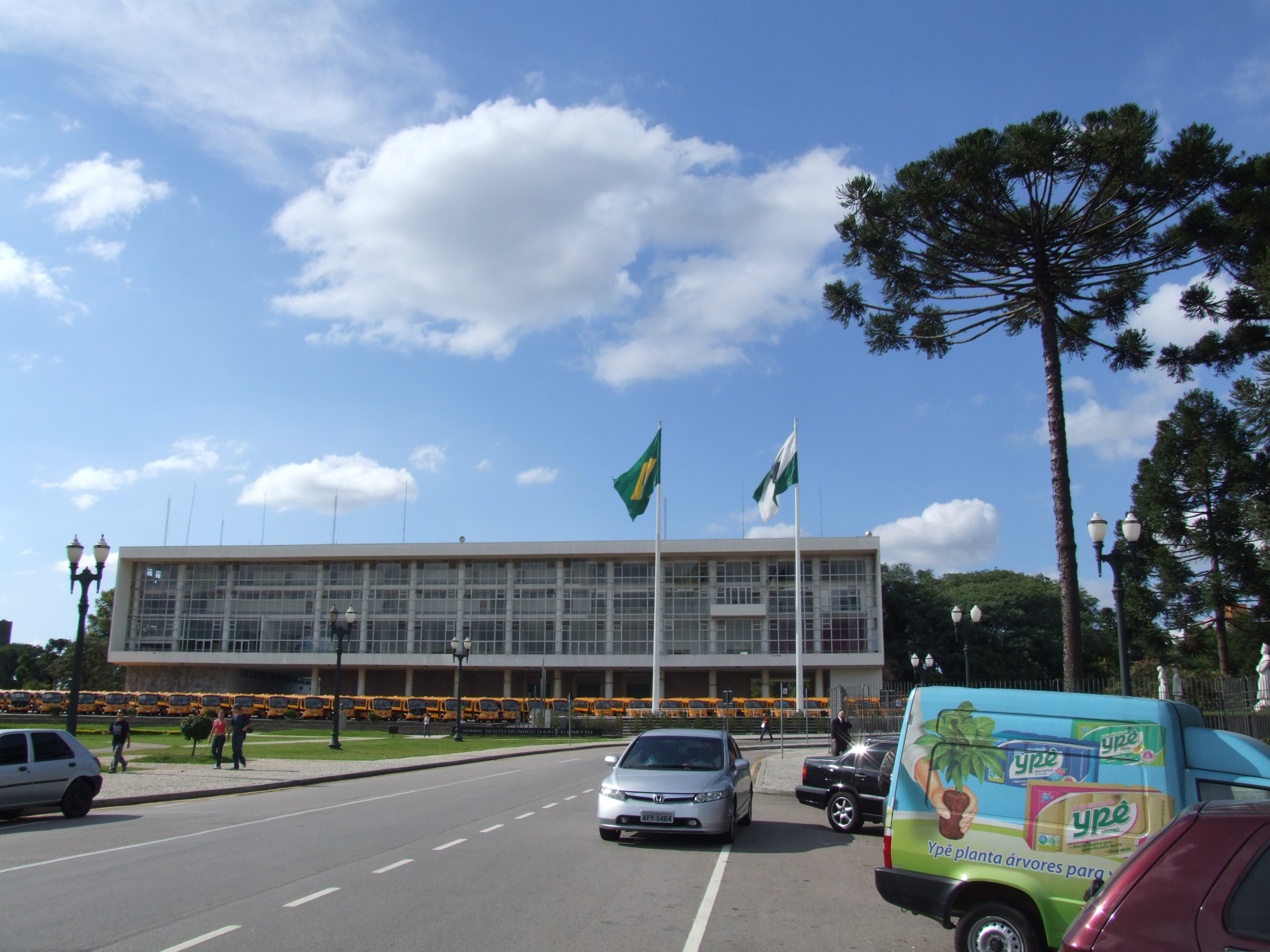
Palácio Iguaçu, inaugurado em 1954, foi projetado por David Xavier de Azambuja como elemento central do Centro Cívico de Curitiba

Para projetar o Centro Cívico, o governador Munhoz da Rocha convidou David Xavier de Azambuja, na época já professor na Faculdade Nacional de Arquitetura da Universidade do Brasil, considerando sua experiência urbanística no Rio de Janeiro. Encarregado de formar uma equipe de projeto, Azambuja convida, no Rio de Janeiro, os arquitetos Olavo Redig de Campos e Flávio Amílcar Régis do Nascimento e o quintanista de arquitetura Sérgio Rodrigues para auxiliá-lo na tarefa.
As obras tiveram início em 1952, tendo sido divididos os projetos entre os membros da equipe.  David Xavier de Azambuja projetou o Palácio do Governo, a sede do Poder Executivo, batizado de Palácio Iguaçu, um marco da arquitetura modernista. Redig de Campos projetou a sede do Poder Legislativo, situada à esquerda do Palácio do Governo, denominado de conjunto da Assembleia Legislativa, pois era composto de 3 prédios: Secretarias da Assembleia, Plenário e Comissões. Flávio Nascimento se encarregou do projeto da sede do Poder Judiciário, também composto por 3 blocos: o Palácio da Justiça, o Tribunal do Júri e o Tribunal Eleitoral, situados à direita do Palácio do Governo.  E Sérgio Rodrigues concebeu o Palácio das Secretarias, que teria mais de 30 pavimentos para abrigar todas as Secretarias de Estado.
A profícua vida profissional de Azambuja legou um significativo acervo de obras. Na área de arquitetura, além do Centro Cívico de Curitiba e do Palácio Iguaçu, destacam-se os Edifícios da Reitoria e das Faculdades de Filosofia e de Economia da Universidade Federal do Paraná.  Entre outras obras de paisagismo, estão as do Jardim Zoológico do Rio de Janeiro, dos jardins da Embaixada da Grã-Bretanha, do Teresópolis Golf Club (RJ) e do Itanhangá Golf Club do Rio de Janeiro.
Em 1973, decidido a voltar à sua terra de origem, Azambuja transferiu-se para a Universidade Federal do Paraná, sendo lotado no Departamento de Silvicultura e Manejo como responsável pela cadeira de Parques e Jardins no Curso de Engenharia Florestal.
Faleceu em 1981.